# Libéma Open 2023 - Qualificazioni singolare maschile
Le qualificazioni del singolare maschile del Libéma Open 2023 sono state un torneo di tennis preliminare per accedere alla fase finale della manifestazione. I vincitori dell'ultimo turno sono entrati di diritto nel tabellone principale. In caso di ritiro di uno o più giocatori aventi diritto a questi sono subentrati i lucky loser, ossia i giocatori che hanno perso nell'ultimo turno ma che avevano una classifica più alta rispetto agli altri partecipanti che avevano comunque perso nel turno finale.

## Teste di serie
1. Arthur Fils (qualificato)
2. David Goffin (qualificato)
3. Pavel Kotov (primo turno)
4. Rinky Hijikata (ultimo turno, lucky loser)

1. Andrea Vavassori (primo turno)
2. Jelle Sels (primo turno)
3. Jesper de Jong (ultimo turno)
4. Ričardas Berankis (qualificato)

## Qualificati
1. Arthur Fils
2. David Goffin

1. Giovanni Mpetshi Perricard
2. Ričardas Berankis

### Lucky loser
1. Rinky Hijikata

## Tabellone

### Legenda
| - Q = Qualificato - WC = Wild card - LL = Lucky loser | - ALT = Alternate - SE = Special Exempt - PR = Protected Ranking | - w/o = Walkover - r = Ritirato - d = Squalificato |

### Sezione 1
|  | Primo turno | Primo turno           | Primo turno           | Primo turno | Primo turno |  |  | Ultimo turno | Ultimo turno          | Ultimo turno          | Ultimo turno | Ultimo turno |  |
|  |             |                       |                       |             |             |  |  |              |                       |                       |              |              |  |
|  | 1           | Arthur Fils           | Arthur Fils           | 6           | 6           |  |  |              |                       |                       |              |              |  |
|  |             | Lloyd Harris          | Lloyd Harris          | 4           | 4           |  |  | 1            | Arthur Fils           | Arthur Fils           | 6            | 6            |  |
|  | PR          | Pierre-Hugues Herbert | Pierre-Hugues Herbert | 6           | 6           |  |  | PR           | Pierre-Hugues Herbert | Pierre-Hugues Herbert | 3            | 3            |  |
|  | 6           | Jelle Sels            | Jelle Sels            | 3           | 2           |  |  |              |                       |                       |              |              |  |

### Sezione 2
|  | Primo turno | Primo turno    | Primo turno    | Primo turno | Primo turno |  |  | Ultimo turno | Ultimo turno   | Ultimo turno | Ultimo turno | Ultimo turno |  |
|  |             |                |                |             |             |  |  |              |                |              |              |              |  |
|  | 2           | David Goffin   | David Goffin   | 6           | 6           |  |  |              |                |              |              |              |  |
|  | WC          | Alec Deckers   | Alec Deckers   | 4           | 1           |  |  | 2            | David Goffin   | 2            | 6            | 7            |  |
|  | Alt         | Thijmen Loof   | Thijmen Loof   | 3           | 1           |  |  | 7            | Jesper de Jong | 6            | 2            | 6            |  |
|  | 7           | Jesper de Jong | Jesper de Jong | 6           | 6           |  |  |              |                |              |              |              |  |

### Sezione 3
|  | Primo turno | Primo turno                | Primo turno | Primo turno | Primo turno |  |  | Ultimo turno | Ultimo turno               | Ultimo turno | Ultimo turno | Ultimo turno |  |
|  |             |                            |             |             |             |  |  |              |                            |              |              |              |  |
|  | 3           | Pavel Kotov                | Pavel Kotov | 2           | 4           |  |  |              |                            |              |              |              |  |
|  |             | Edan Leshem                | Edan Leshem | 6           | 6           |  |  |              | Edan Leshem                | 7            | 4            | 4            |  |
|  |             | Giovanni Mpetshi Perricard | 6           | 4           | 6           |  |  |              | Giovanni Mpetshi Perricard | 65           | 6            | 6            |  |
|  | 5           | Andrea Vavassori           | 4           | 6           | 3           |  |  |              |                            |              |              |              |  |

### Sezione 4
|  | Primo turno | Primo turno       | Primo turno       | Primo turno | Primo turno |  |  | Ultimo turno | Ultimo turno      | Ultimo turno      | Ultimo turno | Ultimo turno |  |
|  |             |                   |                   |             |             |  |  |              |                   |                   |              |              |  |
|  | 4           | Rinky Hijikata    | Rinky Hijikata    | 6           | 7           |  |  |              |                   |                   |              |              |  |
|  |             | Robin Haase       | Robin Haase       | 3           | 5           |  |  | 4            | Rinky Hijikata    | Rinky Hijikata    | 4            | 4            |  |
|  | WC          | Noah Gabriel      | Noah Gabriel      | 1           | 1           |  |  | 8            | Ričardas Berankis | Ričardas Berankis | 6            | 6            |  |
|  | 8           | Ričardas Berankis | Ričardas Berankis | 6           | 6           |  |  |              |                   |                   |              |              |  |